# Peter Jennings
Peter Charles Archibald Ewart Jennings (Toronto, 29 luglio 1938 – New York, 7 agosto 2005) è stato un giornalista canadese naturalizzato statunitense.
È noto per essere stato anchorman del programma televisivo ABC World News Tonight dal 1983 al 2005.

## Biografia
Era figlio di Charles Jennings, annunciatore per la Canadian Broadcasting Corporation, per la quale condusse Peter's People, un programma radiofonico per bambini, all'età di nove anni.
Frequentò la Trinity College School di Port Hope, e poi il Lisgar Collegiate Institue di Ottawa. Dopo aver lasciato la scuola, lavorò come cassiere presso la Royal Bank of Canada, prima a Prescott, e poi a Brockville, dove, nel 1959, fu assunto da una stazione radio.
Dopo essere stato anchorman del notiziario dell'emittente canadese CTV, fu assunto dalla ABC il 3 agosto 1964. Il 1º febbraio 1965 Jennings sostituì Ron Cochran alla conduzione del programma ABC Evening News, diventando così l'anchorman più giovane di sempre degli Stati Uniti, a ventisei anni di età, dopodiché divenne corrispondente a Beirut; in tale veste, nel 1972 narrò dal vivo il massacro di Monaco di Baviera, e due anni dopo vinse il Peabody Award per la sua intervista al presidente egiziano Anwar al-Sadat. Rientrato negli Stati Uniti nel 1974, divenne presentatore del programma mattutino A.M. America, dopodiché fu promosso a co-presentatore, insieme a Frank Reynolds e Max Robinson, di ABC World News Tonight, dove si occupò delle notizie dall'estero. Il 5 settembre 1983, in seguito alla morte di Reynolds, Jennings divenne il solo presentatore della trasmissione.
Nel 1996 vinse il secondo Peabody Award della sua carriera per il documentario Hiroshima: Why the Bomb Was Dropped. Nei giorni immediatamente successivi agli attentati dell'11 settembre 2001, restò in onda per un totale di sessanta ore.
Fumatore fino al 1980, aveva ricominciato a fumare dopo l'11 settembre per poi smettere nuovamente qualche mese dopo. Il 5 aprile 2005 annunciò pubblicamente, con un messaggio preregistrato, di avere il cancro ai polmoni, malattia che lo avrebbe portato alla morte quattro mesi dopo. Fu nominato Disney Legend l'anno successivo alla sua morte, e nel 2011 fu inserito nella Television Hall of Fame.

## Vita privata
Jennings si sposò quattro volte. Le prime due relazioni, rispettivamente con Valerie Godsoe e Annie Malouf, finirono in un divorzio. Nel 1979 sposò Kati Marton, con la quale ebbe due figli prima di divorziare nel 1993. Nel dicembre del 1997 sposò Kayce Freed.
Ottenne la cittadinanza statunitense nel 2003.

## Opere
- Peter Jennings e Todd Brewster, The Century, Londra, Doubleday, 1999, ISBN 0-385-48327-9.
- Peter Jennings e Todd Brewster, The Century for Young People, New York, Random House, 1999, ISBN 0-385-32708-0.
- Peter Jennings e Todd Brewster, In Search of America, New York, Hyperion, 2002, ISBN 0-7868-6708-6.